# ニーンシュテット
ニーンシュテット (ドイツ語: Nienstädt) は、ドイツ連邦共和国ニーダーザクセン州シャウムブルク郡のザムトゲマインデ・ニーンシュテットに属す町村（以下、本項では便宜上「町」と記述する）である。

## 地理

### 自治体の構成
この町は4つの地区からなる: ジュールベック、リークヴェーゲン、ヴァッカーフェルト、マイネフェルト。

## 行政

### 議会
この町の議会は15議席からなる。

## 経済と社会資本

### 交通
- この町を、ミンデンからハノーファーに至る連邦道 B65号線が通っている。
- 最寄りのアウトバーンのインターチェンジは連邦アウトバーンA2号 ハノーファー - ドルトムント線のバート・アイルゼン・インターチェンジであり、約10km離れている。

## 引用
1. ↑  Landesamt für Statistik Niedersachsen, LSN-Online Regionaldatenbank, Tabelle A100001G: Fortschreibung des Bevölkerungsstandes, Stand 31. Dezember 2023